# Cattolica di Stilo

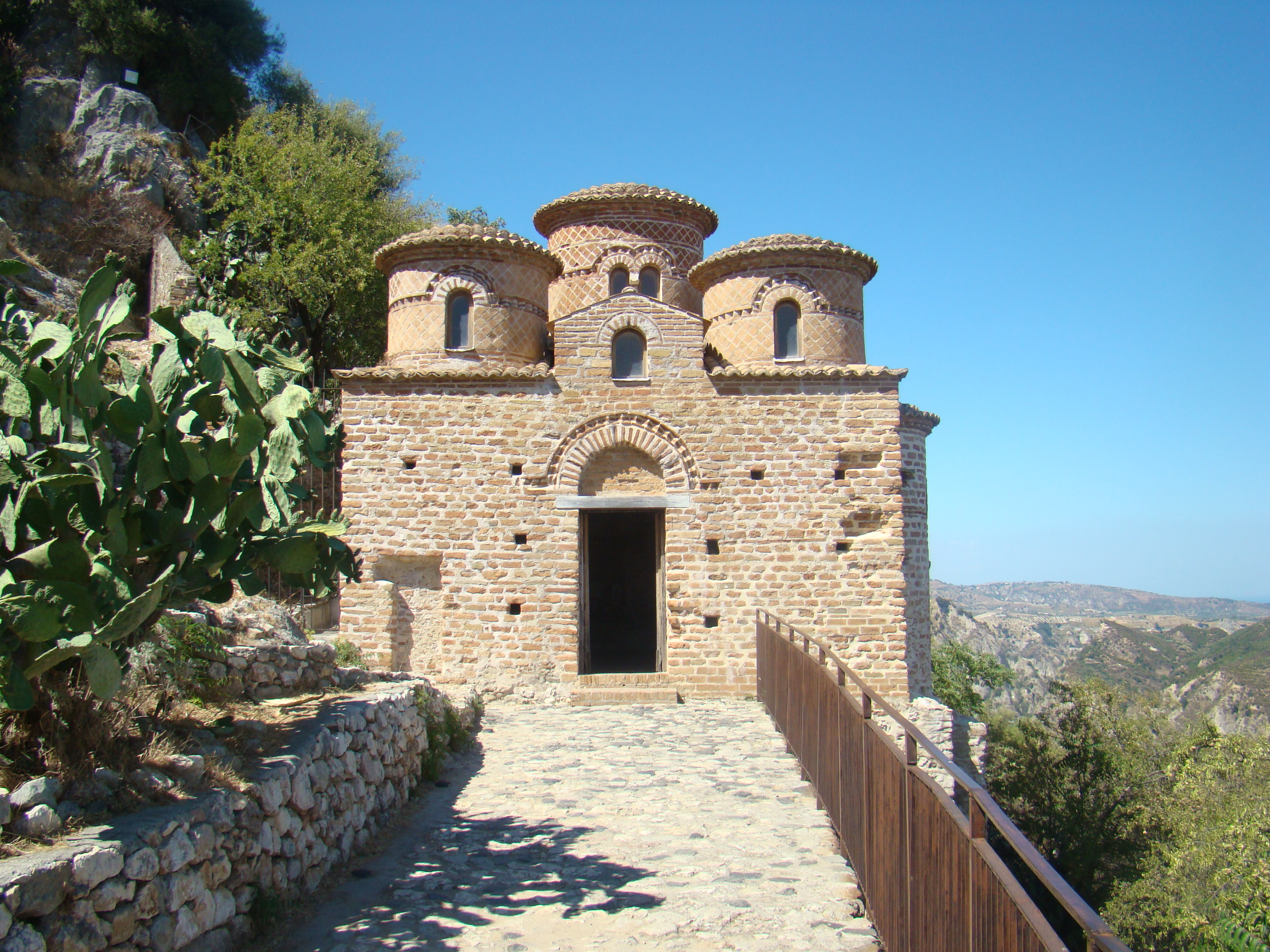
Cattolica di Stilo

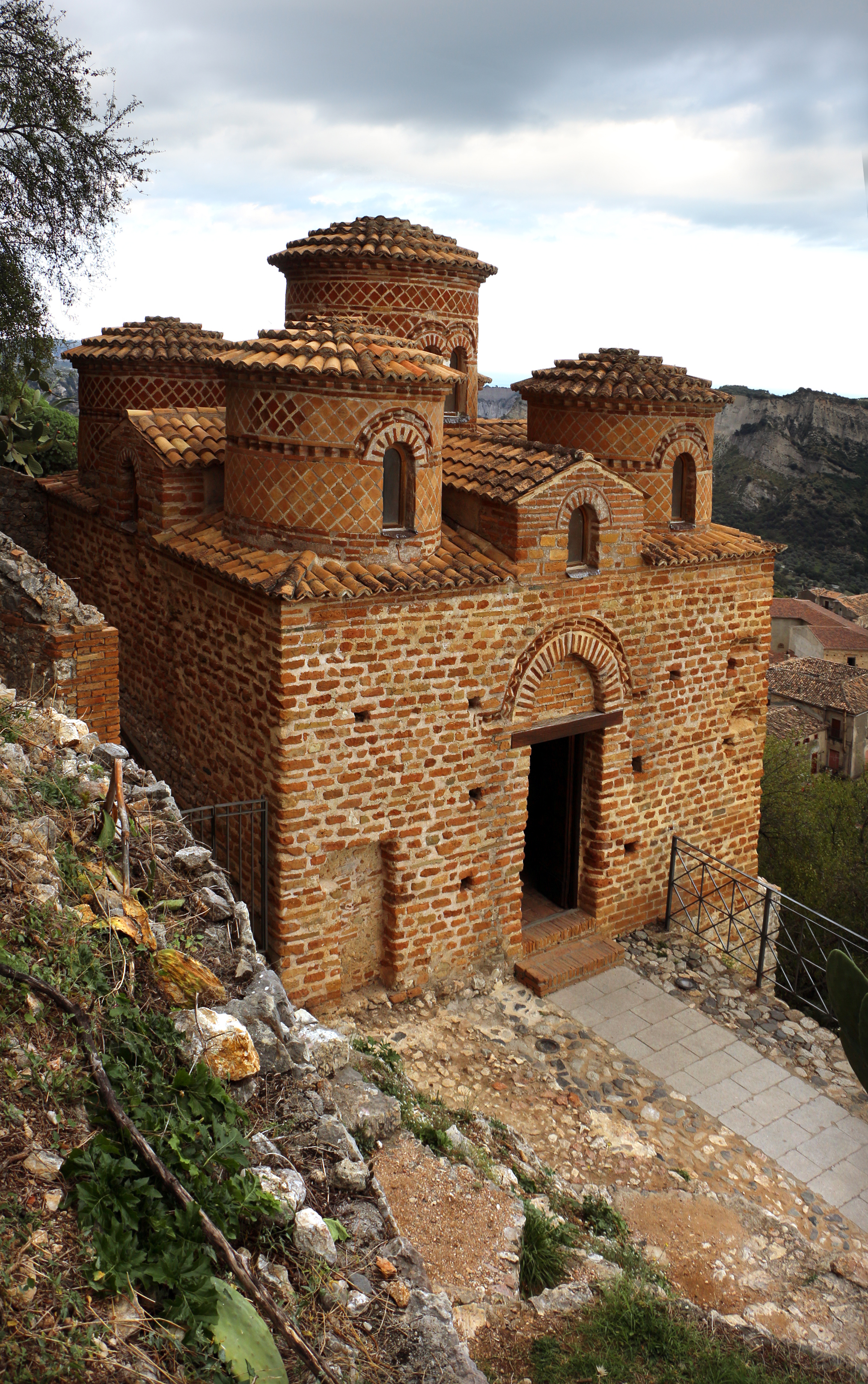
Cattolica di Stilo

Die Kirche Cattolica di Stilo ist ein kleiner byzantinischer Sakralbau von quadratischem Grundriss. Sie befindet sich am Hang des Monte Consolino bei Stilo in der Metropolitanstadt Reggio Calabria (Kalabrien).
Seit 2006 steht sie zusammen mit sieben weiteren basilianisch-byzantinischen Gebäuden auf einer Liste, um ins UNESCO-Welterbe aufgenommen zu werden.

## Name
Die Bezeichnung "Cattolica" deutet auf eine "privilegierte Kirche ersten Grades" hin, gemäß der Nomenklatur unter byzantinischer Herrschaft in der Provinz Süditalien (nach Byzantinischem Ritus). Charakterisiert wurde eine Cattolica (vom griechischen "Katholiki") durch das Vorhandensein eines Baptisteriums. Die Bezeichnung ist bis heute geblieben, genauso wie bei der Cattolica dei Greci in Reggio Calabria, die die Hauptkirche der Stadt ist.

## Geschichte
Die Cattolica (von griechisch katholikon – Hauptkirche) wurde Ende des 10. Jahrhunderts errichtet. Kalabrien gehörte in dieser Zeit zum Byzantinischen Reich. Bis zur Eroberung Kalabriens durch die Normannen (1050–1061) gelang es allerdings immer wieder mohammedanischen Sarazenen, einzelne Orte Kalabriens zu beherrschen. In der Schlacht am Kap Colonna, 85 km nordöstlich von Stilo, unterlag 982 Kaiser Otto II. einem Heer der Sizilien regierenden Kalbiten, nachdem er (Otto II.) vorher vergeblich den byzantinischen Verwaltungssitz Tarent belagert hatte. Als letztes byzantinisches Bistum in Kalabrien hielt sich Bova bis 1573.
Die Cattolica war die Mutterkirche der fünf Parochien (Pfarrbezirke) in diesem Gebiet und war Pfründe für einen Protopapa (Erzpriester), der das Recht auf ein Grab in der Kirche hatte. Anzeichen dafür sind menschliche Überreste mit einem wertvollen Ring in einem Marmorgrab.

## Architektur
Die Cattolica di Stilo ist eine typische byzantinische Kreuzkuppelkirche, die im Grundriss ein Griechisches Kreuz abbildet. Im Innern unterteilen vier Säulen den Raum in neun Kompartimente. Das zentrale Quadrat und die Ecken sind mit Kuppeln überwölbt, wobei die mittlere Kuppel etwas höher ist und einen größeren Durchmesser aufweist. Gegen Osten schließen sich drei Apsiden an.
Diese Bauweise ist vergleichbar mit denjenigen des Oratorio di San Marco aus dem 9./10. Jahrhundert in Rossano und der schon arabo-normannischen Chiesa degli Ottimati aus dem 10. und 12. Jahrhundert in Reggio di Calabria. Von der wohl ebenfalls ähnlichen Kirche San Giorgio aus dem 10./11. Jahrhundert im gleichnamigen Ortsteil von San Luca in der Provinz Reggio di Calabria sind nur ein paar Mauerreste erhalten. Ihr Mosaikfußboden aus Marmor wurde 1936 in das Nationalmuseum in Reggio di Calabria verbracht, dort aber nicht wieder zusammengesetzt.

## Äußeres

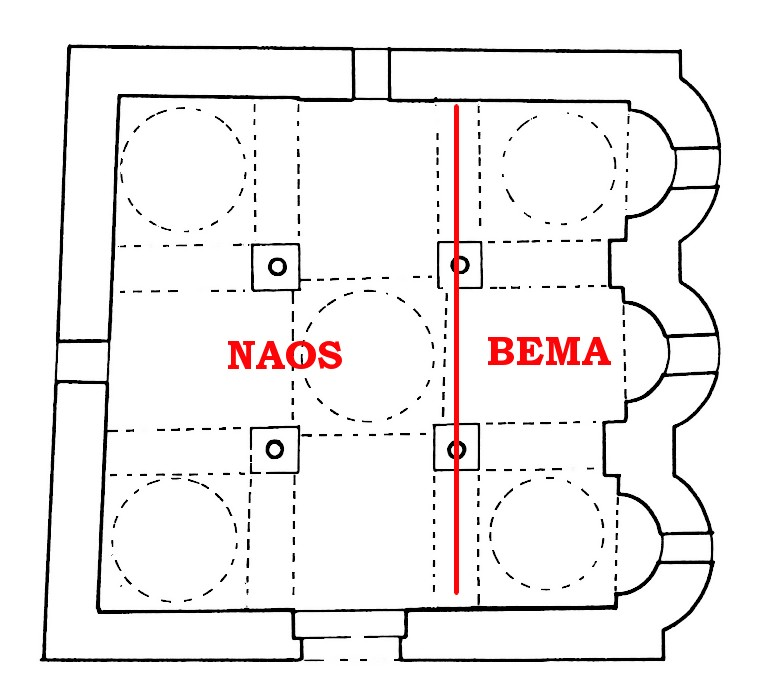

Der Gesamteindruck des Gebäudes erscheint als kubische Form, verstärkt durch ein Flechtwerk von Ziegelsteinen, die mit Mörtel verbunden sind. Die Verwendung von gebrannten Ziegeln, die teurer aber leichter zu verarbeiten waren, dient dem unverputzten Gebäude als Schmuck.
Während sich der westliche Teil direkt an den blanken Felsen anlehnt, erweitert sich die Ost-Fassade zu drei Apsiden.
Äußerlich weist die Kirche fast keine Verzierungen auf. Die Kuppeln sind unverziert bis auf einige Backstein-Quadrate und zwei Backsteinrahmungen im Fischgrätenmuster entlang der Fenster.

## Innenraum

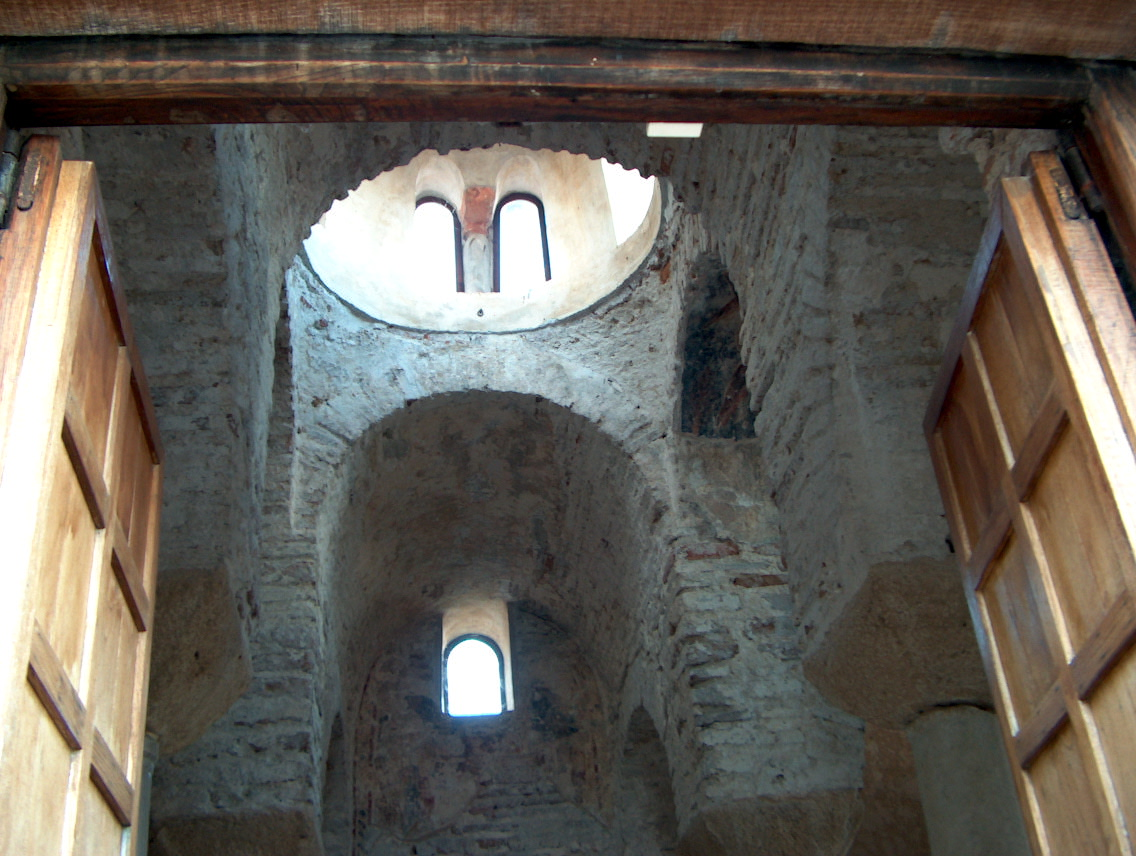
Innenansicht

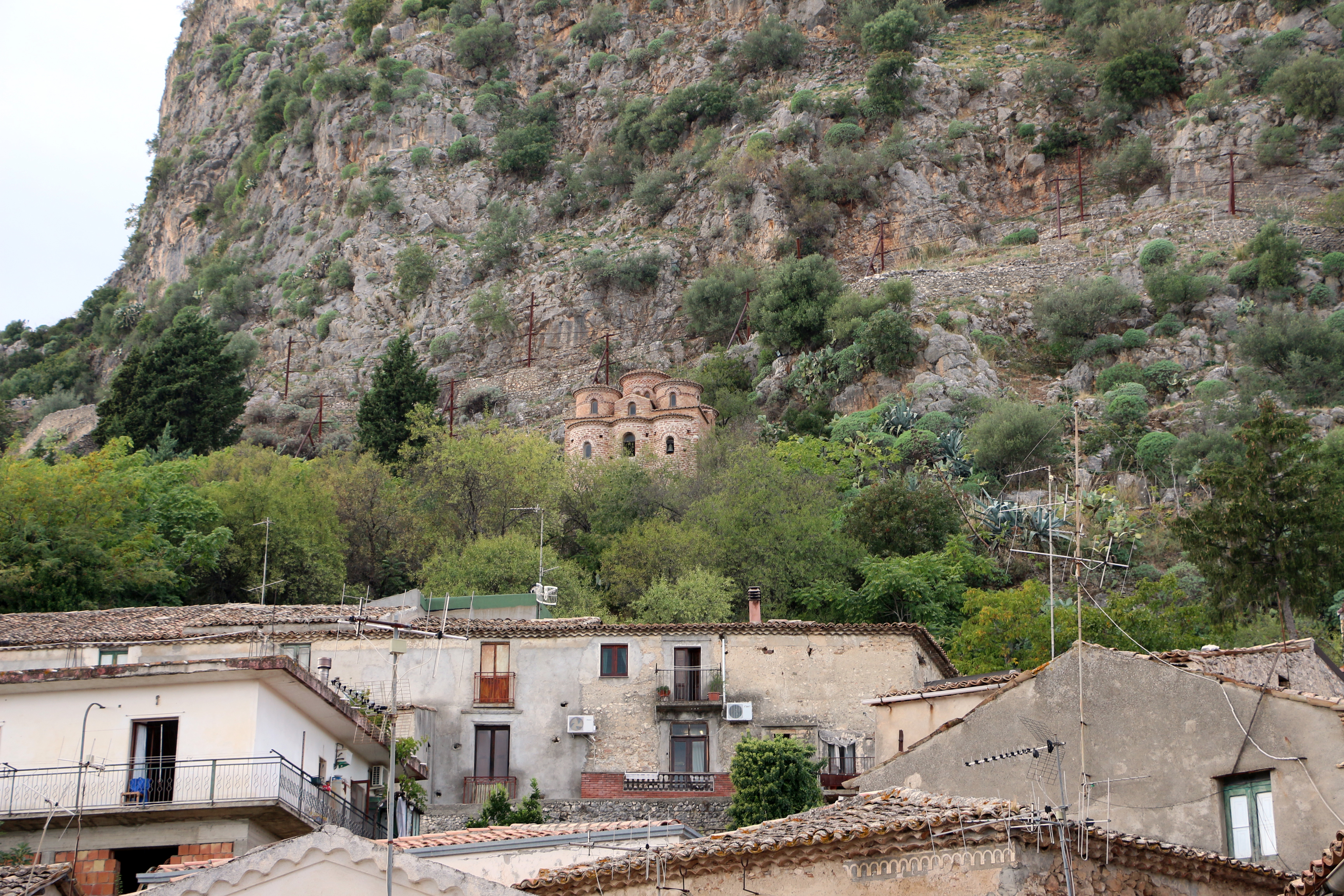
Panoramaansicht

Die besondere Anordnung der Lichtquellen im Inneren hebt die Höhe des Raumes hervor und verdeutlicht dadurch symbolisch die Stellung des Menschen in der himmlischen Hierarchie. Durch diese Ausdehnung des Raumes wurden auch die Fresken hervorgehoben, mit denen die Kirche ursprünglich geschmückt war.
Der kleine Innenraum der Kirche ist erweitert durch die drei Apsiden in Richtung Osten. Die mittlere (Bema) enthält den Altar, die nördliche (Prothesis) ist dem vorbereitenden Ritus für Brot und Wein vorbehalten, während die südliche (Diakonikon) der Einkleidung der Priester vor der Liturgie dient.
Über der südlichen Apsis wurde 1577 ein Glockenturm errichtet. Zu dieser Zeit wurde die Kirche für den lateinischen Ritus umgestaltet und ein Relief der Madonna mit Kind sowie eine lateinische Inschrift angebracht.
Die Inschrift lautet:
Verbum Caro Factum Est Anno Domini MCLXXVII Mater Misericordiæ ("Das Wort wurde Fleisch" Geschaffen im Jahr 1427 der Barmherzigen Mutter)
Die ersten vier Worte sind Teil des Angelusgebetes (Johannes 1, 14).
Ein Stück einer antiken Säule in der Apsis der Prothesis wurde als Tisch für die Aufbewahrung der Eucharistie verwendet, und die vier Säulen, die die Kuppel tragen, ruhen auf unterschiedlichen Basen. Sie sind Spolien aus älteren Bauten.
Darüber hinaus gibt es im Innern der Kirche Inschriften in arabischer Schrift. Eine davon erinnert an die Schahāda, das Glaubensbekenntnis des Islam
La Ila ha Illa Alla h wahdahu
Es ist kein Gott außer dem einen Gott

und eine weitere sagt:
Lilla hi al Hamdu
Lob sei Gott
somit ist nicht auszuschließen, dass die Kirche zeitweise als Muslimisches Gebetshaus genutzt wurde.

## Trivia
Ein Bild der Kirche findet sich auf dem Cover "Time Loves A Hero" der amerikanischen Rock-Boogie-Band Little Feat.